# The Battle of Olympus
The Battle of Olympus es un videojuego de acción/RPG para la Nintendo Entertainment System de Nintendo, creado por la compañía Imagineer y publicado el 28 de marzo de 1988 en Japón bajo el nombre ~Ai no Densetsu~Oryunposu no Tatakai (~愛の伝説~オリュンポスの戦い, The Legend of Love: The Olympus Fight). La versión americana apareció en 1990 distribuida por Brøderbund y la versión europea apareció en 1990 distribuida por Nintendo. Apareció una versión en 1993 para Game Boy solo para Europa desarrollado por Radical Entertainment.

## Historia
Hubo un tiempo en que los dioses y los humanos vivían juntos. En la tierra del Peloponesio había un tranquilo y pacífico pueblo llamado Elis. Allí vivían las doncellas más bellas de todo el Peloponesio, y un hombre culto y valiente llamado Orfeo. Helena y Orfeo se juraron amor eterno. Pero un día Helena cayó víctima de las fauces de una serpiente venenosa y murió.
Orfeo lloro durante tres días y tres noches hasta que oyó la voz de Afrodita, diosa del amor: "He visto tu amor, y se la pena que sientes. Pero no abandones la esperanza, Helena no ha muerto realmente. Hades, el rey que gobierna Tartarus ha robado el alma de Helena para convertirla en su reina. El poder de Hades es inmenso y cuenta con muchos temibles seguidores en Tartarus. Lo único que puedo hacer para ayudarte a rescatar a Helena es decirte que busques a tres ninfas. Ellas te guiaran hasta Tartarus. Orfeo, si tu amor por Helena es real, ve y sálvala". Cuando Orfeo comience su búsqueda para rescatar a Helena.

## Forma de juego
Durante el juego, nosotros controlaremos a Orfeo por diferentes sitios de la Antigua Grecia Mitológica, donde deberemos ganarnos el favor de diferentes dioses para poder encontrar a Helena. Estos dioses nos proporcionaran ayuda en forma de pistas u objetos.